# 강원특별자치도교육청교육과학정보원
강원특별자치도교육청교육과학정보원(江原特別自治道敎育廳敎育科學情報院, Gangwon State Education Science & Information Institute)은 체계적이고 종합적인 교육정보 지원 체제를 구축하여 다양하고 질 높은 교육정보를 제공하고, 교직원의 정보화 능력을 배양하며, 과학교육 진흥의 내실을 도모하기 위하여 대한민국 강원특별자치도교육청 산하에 설치된 소속기관이다.

## 연혁
- 2008년 3월 1일 강원교육정보원 설립
- 2008년 3월 7일 개원
- 2008년 7월 24일 부설 원격교육연수원 설치
- 2008년 11월 12일 부설 정보영재교육원 설치
- 2016년 3월 1일 강원교육과학정보원으로 원명 변경
- 2023년 6월 11일 강원특별자치도교육청교육과학정보원으로 원명 변경

## 조직
- 원장실
  - 과학정보부
    - 창의융합팀
    - 교육정보팀

  - 총무부
    - 총무과
    - 정보지원과
      - 정보운영팀
      - 클라우드팀
      - 사이버보안팀